# Magerictis
Magerictis — викопний рід айлуридів з одним видом Magerictis imperialenis (іноді пишеться Magerictis imperialis), який спочатку був відомий з одного зуба m2. Пізніше було знайдено ще кілька зразків, але станом на 2014 рік вони були неописані.

## Таксономія та еволюція
Magerictis входить до підродини Ailurinae, хоча його зв’язок з іншими родами та видами цієї підродини досі невідомий. Вважається, що він, ймовірно, походить від виду Amphictis.

## Опис
Вважається, що Magerictics imperialenis був трохи меншим за близькоспорідненого Parailurus і подібний за розміром до сучасного родича Ailurus. Єдиний описаний зразок був знайдений на місці поблизу Мадрида раннього міоцену.